# Esterina Tartman
Esterina Tartman (hebrejsky: אסתרינה טרטמן) je izraelská politička a bývalá poslankyně Knesetu za stranu Jisra'el Bejtejnu.

## Biografie
Narodila se 9. listopad 1957 v Jeruzalému. Sloužila v izraelské armádě, kde dosáhla hodnosti majora (Rav Seren).

## Politická dráha
Víc než dvacet let se před vstupem do parlamentu zabývala veřejnými otázkami. Byla aktivní v ženských organizací jako Israel Women's Network nebo Na'amat. Zasedala v představenstvu výboru pro audit při jeruzalémské společnosti Moriah. Působila i ve vedení odborové centrály Histadrut, zejména v jeho finančním odboru.
V izraelském parlamentu zasedla poprvé po volbách do Knesetu v roce 2003, ve kterých kandidovala za Jisra'el Bejtejnu. Mandát ale získala až jako náhradnice v únoru 2006, jen pár měsíců před volbami. Naplno se do práce Knesetu zapojila až po volbách do Knesetu v roce 2006, v nichž byla řádně zvolena. Byla pak členem parlamentního výboru pro ekonomické záležitosti, výboru státní kontroly (v něm byla místopředsedkyní), výboru pro zahraniční záležitosti a obranu, výboru House Committee a výboru pro vnitřní záležitosti a životní prostředí. Předsedala podvýboru pro mezinárodní bezpečnost, vztahy a obchod.
Ve volbách do Knesetu v roce 2009 kandidovala, ale nebyla zvolena.